# Anaspis everestina
Anaspis everestina es una especie de coleóptero de la familia Scraptiidae.

## Distribución geográfica
Habita en el Tíbet (China).